# Mahwa
Mahwa é uma vila no distrito de Dausa, no estado indiano de Rajastão.

## Demografia
Segundo o censo de 2001, Mahwa tinha uma população de 19,558 habitantes. Os indivíduos do sexo masculino constituem 53% da população e os do sexo feminino 47%. Mahwa tem uma taxa de literacia de 60%, superior à média nacional de 59.5%: a literacia no sexo masculino é de 72% e no sexo feminino é de 47%. Em Mahwa, 20% da população está abaixo dos 6 anos de idade.